# العربة والحصان
العربة والحصان هو فيلم عراقي كوميدي، أنتج في عام 1989 .

## طاقم العمل
- جلال كامل
- سهير أياد
- سليم البصري
- حمودي الحارثي
- جاسم شرف
- عواطف إبراهيم
- إقبال نعيم
- راسم الجميلي
- عدنان شلاش
- جواد الشكرجي
- صادق علي شاهين
- سهام السبتي
- مناف طالب
- فاضل جاسم
- سمير القاضي
- عبد الجبار عباس
- طلال القيسي
- سعدية الزيدي
- كاظم فارس